# Crouay
Crouay är en kommun i departementet Calvados i regionen Normandie i norra Frankrike. Kommunen ligger i kantonen Trévières som ligger i arrondissementet Bayeux. År 2022 hade Crouay 507 invånare.

## Befolkningsutveckling
Antalet invånare i kommunen Crouay
Referens: INSEE